# Maurice-Jules-Marie Collignon
Maurice-Jules-Marie Collignon, francoski general, * 9. marec 1893, † 1978.